# Зіневич Анатолій Володимирович
Анато́лій Володи́мирович Зіне́вич (1932 р., м. Проскурів, Українська РСР — 1 серпня, 2000, Єреван, Республіка Вірменія) — Генерал-лейтенант та один із командирів Армії Оборони Нагірно-Карабаської Республіки. Українець, за його словами, «Вірменія стала другою Батьківщиною».

## Життєпис
У 1953 р. він вступив у Проскурівську танкову школу, потім він закінчив Військову Академію ім. Фрунзе та вищі академічні курси головнокомандувачів СРСР. 
Служив у Афганістані, Сомалі та Ефіопії. 
У 1992—1997 рр. він займав різні посади у Армії Оборони Нагірно-Карабаської Республіки, був першим заступником міністра оборони. 
З 1997 р. Анатолій Зіневич був заступником міністра оборони Вірменії.

## Фільмографія
- «Генерал-лейтенант Анатолий Зиневич», 2000, Відділ документалістики МО РВ, док., S-VHS, 30 хвил., колір. Авт.сцен. Г.Сірунян, реж. А.Геворкян, опер. А.Караян, Р.Хачатрян, М.Мінасян, звукоопер. Г.Саакян, монт. Р.Давтян. Фільм розповідає про одного з засновників визвольної армії Арцаха — Анатолія Зіневича.[2]